# Alex Salmond
Alex Salmond (gael. Ailig Salmond), właśc. Alexander Elliot Anderson Salmond (ur. 31 grudnia 1954 w Linlithgow, zm. 12 października 2024 w Ochrydzie) – szkocki polityk, w latach 2007–2014 pierwszy minister Szkocji. Dwukrotny lider Szkockiej Partii Narodowej (1990–2000, 2004–2014). Założyciel i lider partii Alba (od 2021 do śmierci). W latach 1999–2001 oraz 2007–2016 poseł do Parlamentu Szkockiego, w latach 1987–2010 i ponownie od 2015 do 2017 poseł do Izby Gmin. Z wykształcenia ekonomista i historyk.

## Życiorys

### Młodość
Urodzony w Linlithgow w West Lothian. Jego rodzicami są Robert Fyfe Findlay Salmond i Mary Stewart Salmond. Studiował w Linlithgow Academy i Uniwersytet w St Andrews, gdzie ukończył studia w zakresie ekonomii i historii. W 1980 wstąpił do Banca Rìoghail na h-Alba i podjął tam pracę. Rok później poślubił Moirę French McGlashan. Miał jedną córkę.

### Kariera
Miesiąc po ślubie wstąpił do Szkockiej Partii Narodowej, 6 lat później został wybrany do Izby Gmin z okręgu Banff and Buchan. Jako polityk uzyskał dużą popularność wśród Szkotów, co 3 lata później zaowocowało wybraniem go na szefa partii. Brał udział w pracach nad szkocką konstytucją razem m.in. z Donaldem Dewarem, Jackiem McConnellem, Nicolą Sturgeon i Nicolem Stephenem. W 2000 przegrał wybory na szefa partii z Johnem Swinneyem. Na pozycję lidera partii powrócił cztery lata później pokonując w wyborach Swinneya, który nie zrealizował swego kluczowego punktu wyborczego – zwycięstwa partii w wyborach krajowych. W 1999 i 2003 wybory wygrali przedstawiciele unionistycznej Szkockiej Partii Pracy, a narodowcy zajęli drugą pozycję.
3 maja 2007 poprowadził Szkocką Partię Narodową do zwycięstwa w wyborach i utworzył rząd na czele którego sam stanął. Jego współpracownik Nicola Sturgeon została jego zastępcą, a wszystkie ważne stanowiska zostały obsadzone zaufanymi członkami partii. Jedno stanowisko przypadło koalicyjnej partii – Szkockiej Partii Zielonych.
W 2007 zaproponował przeprowadzenie referendum na temat niepodległości Szkocji. Był przeciwnikiem wojny w Iraku (popierał ją dopóki nie udowodniono, że wróg nie dysponował bronią masowego rażenia). Był zwolennikiem zmiany kontrowersyjnego przepisu, że katolicy nie mogą być monarchami Zjednoczonego Królestwa.
Po przegranym przez niepodległościowców referendum niepodległościowym podał się do dymisji, a 19 listopada parlament wybrał na jego następczynię Nicolę Sturgeon. W 2015 po pięcioletniej przerwie powrócił do Izby Gmin jako reprezentant okręgu wyborczego Gordon. Nie uzyskał reelekcji poselskiej w kolejnych wyborach parlamentarnych.
Od listopada 2017, prowadził (w rosyjskiej anglojęzycznej telewizji RT) The Alex Salmond Show. Emisję tego programu wstrzymano po inwazji Rosji na Ukrainę.
W marcu 2021 stanął na czele nowej partii politycznej Alba.

### Śmierć
12 października 2024, w hotelu Inex Gorica w Ochrydzie, uczestniczył jako prelegent w konferencji Szkoły Młodych Liderów – zorganizowanej przez byłego prezydenta Macedonii Północnej Ǵorge Iwanowa. Zasłabł około godziny 15.30, niedługo po wygłoszeniu przemówienia. Zmarł na miejscu wkrótce później.

## Życie prywatne
Był członkiem Kościoła Szkocji, zaliczanego do Kościołów ewangelicko-reformowanych.